# Мюнхсхёфенская культура
Мюнхсхёфенская культура, МК — археологическая культура эпохи неолита, существовавшая на юго-востоке Германии в период 4500 — 3900/3800 до н. э.
МК названа по месту находок в общине Обершнайдинг, округ Штраубинг-Боген. По сравнению с предшествующими культурами той же местности — накольчатой керамики и оберлаутербахской — имеются существенные отличия в образе жизни.
Вместо распространённых до того времени длинных домов археологи обнаруживают лишь отдельно стоящие дверные конструкции, по которым можно судить о жилище лишь в общих чертах. В отличие от культуры накольчатой керамики, по этим останкам до сих пор не реконструировано ни одного жилища. Высказывалось предположение, что дома имели треугольную конструкцию, на что указывают отдельные обнаруженные косяки, и что данная культура представляет собой местный вариант культуры Лендьель.

## Керамика
Керамика МК чрезвычайно разнообразна по форме и типам украшений. Обнаружены кубкообразные сосуды, бокалы (также именуемые «чашами на полой ножке»), контейнеры для переноски продуктов, сосуды с «пдечиками» (названы по особому орнаменту в верхней части сосуда), огромные пифосы для запасов пищи, миниатюрные сосуды, пряслица, другие глиняные изделия, зачастую неясного назначения. Узоры весьма разнообразные — от весьма тонких линий-насечек и ромбических символов до изображений людей. В керамике содержится примесь графита, который приходилось доставлять издалека. Качество керамики со временем ухудшается.

## Область расселения и погребения
Типичное поселение данной культуры выглядит как выкопанная в суглинке аморфная землянка, вместе с несколькими землянками меньшего размера и как минимум одной землянкой-складом грушевидной или цилиндрической формы и глубиной не менее 2 метров. Некоторые поселения состоят из нескольких подобных жилых групп вместе с земляным сооружением-рвом, назначение которого не до конца понятно. Их роль как оборонительных сооружений почти исключена, поскольку эти рвы не полностью окружают поселения. Близ многих поселений обнаружены от одного до нескольких захоронений, причём чаще всего за пределами поселений. Возможно, нередко происходили ритуальные убийства или жертвоприношения, поскольку в захоронениях обнаруживают зачастую лишь отдельную часть тела: конечности, череп или его часть, или просто отдельные кости. В двойном захоронении у Мурра обнаружены целые скелеты. В целом захоронения двух и более людей распространены так же часто, как и захоронения отдельных частей тела. В нескольких случаях в одной могиле могло лежать несколько (до 6) тел.

## Орудия
Среди мюнхсхёфенских находок каменные орудия встречаются редко: это обычно кремнёвые лезвия или каменные топоры из амфиболита. Кроме того, встречаются обработанные костяные шила, лопатки и др.